# Fossa di Manila

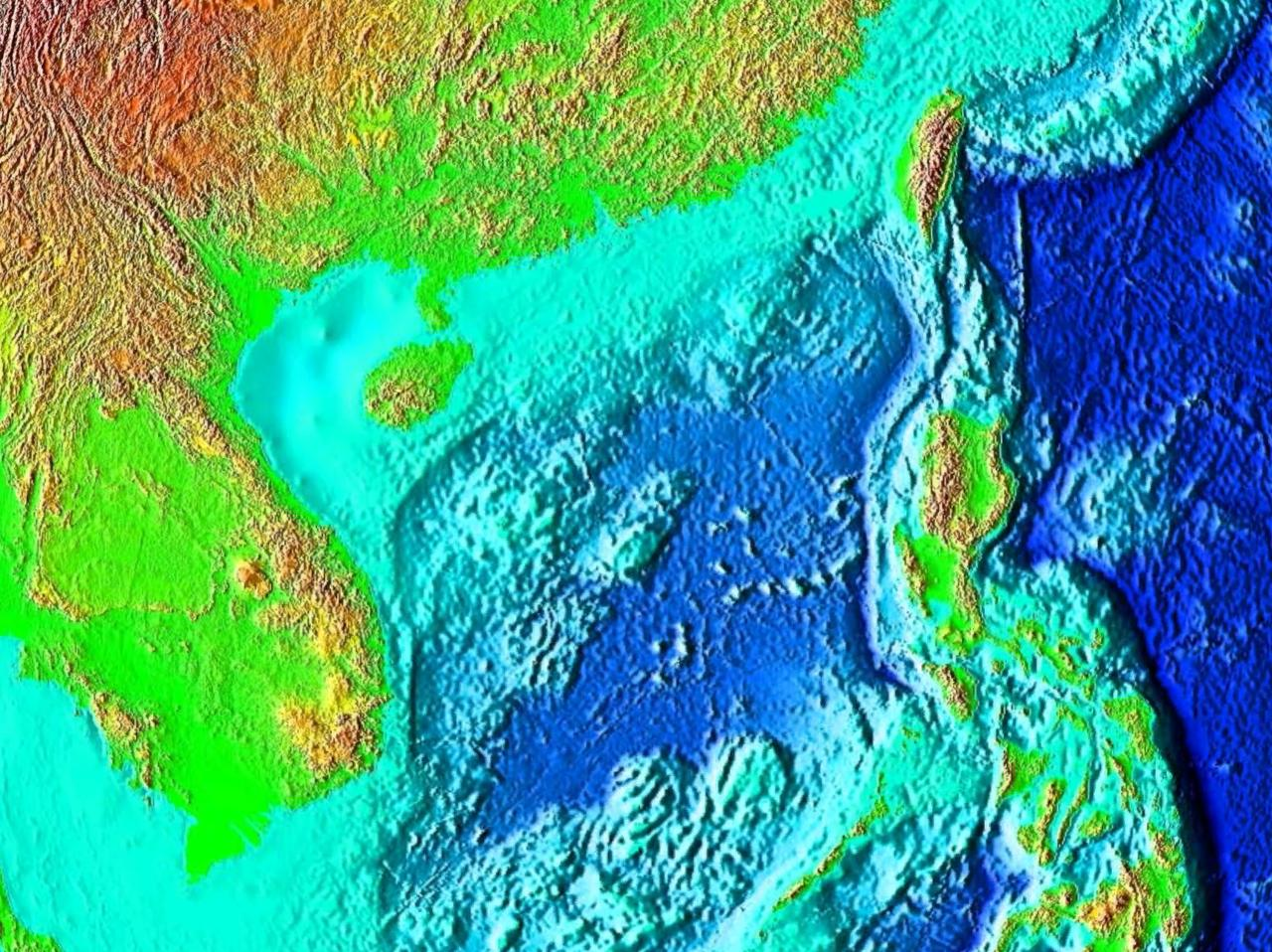
Topografia del fondale del Mar Cinese Meridionale.

La fossa di Manila è una fossa oceanica dell'Oceano Pacifico, situata ovest delle isole di Luzon e Mindoro, nelle Filippine. La fossa raggiunge una profondità di circa 5400 m, nel Mar Cinese Meridionale, la cui profondità media è attorno ai 1500 m.
È il risultato di un processo di subduzione nel quale la placca della Sonda (che fa parte della placca euroasiatica) viene subdotta al di sotto della cintura mobile delle Filippine, dando luogo a questa fossa orientata in senso nord-sud. Il margine convergente è delimitato a nord dalla zona di collisione di Taiwan e a sud dal terrane di Mindoro (il blocco Sulu-Palawan in collisione a sudovest con Luzon). L'area è al centro di una zona di anomalia gravitazionale.
La fossa di Manila è associata a frequenti terremoti e la subduzione della placca tettonica è responsabile della cintura vulcanica posizionata a ovest dell'isola di Luzon, l'arco vulcanico di Luzon, che include il monte Pinatubo, il vulcano responsabile della grande eruzione del 1991.
La convergenza tra la Philippine Mobile Belt e la fossa della Sonda è stata misurata con il GPS e risulta essere compresa tra i ~ 50+ mm/anno a Taiwan, i 100 mm/anno nei pressi di Luzon, i ~ 50 mm/anno nelle vicinanze di Zambales e i ~20+mm/anno attorno all'isola di Mindoro. I modelli teorici dei blocchi elastici suggeriscono che sia la fossa di Manila ad assorbire la convergenza tra la Philippine Mobile Belt e la placca euroasiatica.

## Struttura della fossa di Manila
La fossa di Manila si è formata in seguito alla subduzione della placca euroasiatica al di sotto della placca delle Filippine, un processo che è iniziato nel medio Miocene (circa 22-25 milioni di anni fa. Una caratteristica del margine di questa placca è la graduale variazione da normale subduzione (sul versante meridionale) a regime collisionale (sul versante settentrionale), il che dà luogo all'orogenesi di Taiwan. Anche la leggera inclinazione della placca in subduzione aumenta andando da nord a sud nella sezione settentrionale della fossa.
La struttura settentrionale della fossa di Manila è stata studiata in modo intensivo. La regione è caratterizzata da bassa anomalia in aria libera, depressione batimetrica e cambiamento da convesso a concavo della geometria dell'asse della fossa, caratteristica quest'ultima unica nella regione. L'anomalia gravitazionale indica che la crosta subdotta ha una densità di 2,92 g/cm³, mentre la crosta circostante del Mar Cinese Meridionale ha una densità di 2,88 g/cm³.
I monti sottomarini subdotti al di sotto della fossa di Manila tendono a produrre importanti deformazioni. Faglie, microfratture e collassi gravitazionali sono stati rilevati nel prisma di accrezione della fossa. Queste caratteristiche sono presenti solamente in prossimità delle montagne sottomarine subdotte, mentre sono assenti dove questi monti non sono presenti.